# Song Tử Tây (xã)
Song Tử Tây là một xã thuộc huyện Trường Sa, tỉnh Khánh Hòa, Việt Nam.

## Địa lý
Xã Song Tử Tây nằm về phía bắc của quần đảo Trường Sa. Xã gồm các đảo: Song Tử Tây, Đá Nam và một số đảo, đá, bãi phụ cận thuộc cụm Song Tử.
Đảo Song Tử Tây cách đảo Song Tử Đông (hiện do Philippines quản lý) 2,82 km và có thể nhìn thấy đảo này ở đường chân trời.
Điểm cao nhất của xã đảo nằm ở đảo Song Tử Tây là 4 m trên mực nước biển.

## Lịch sử
Năm 1933, chính quyền Pháp chính thức sáp nhập một số đảo chính và các đảo phụ thuộc của chúng ở Trường Sa - bao gồm cả các đảo Song Tử Đông và Song Tử Tây - vào tỉnh Bà Rịa của thuộc địa Nam Kỳ, Đông Dương thuộc Pháp. Chuyến đi này bao gồm ba thuyền, Alerte, Astrobale và De Lanessan.
Năm 1956, Việt Nam Cộng hòa ra đời và cử tàu đi thị sát quần đảo Trường Sa, trong đó có Song Tử Đông.
Năm 1963, Hải quân Việt Nam Cộng hòa đưa ba tàu là HQ-404 Hương Giang, HQ-01 Chi Lăng và HQ-09 Kì Hoà ra xây dựng lại bia chủ quyền Việt Nam tại một số đảo thuộc Trường Sa. Sách trắng năm 1975 về quần đảo Hoàng Sa và quần đảo Trường Sa của Bộ Ngoại giao Việt Nam Cộng hòa nêu rõ ngày xây dựng lại bia chủ quyền ở 6 đảo: ngày 19-5-1963, ở đảo Trường Sa; ngày 20-5-1963, ở đảo An Bang; ngày 22-5-1963, ở đảo Thị Tứ và Loại Ta; ngày 24-5-1963 ở đảo Song Tử Đông và đảo Song Tử Tây.
Nhưng năm 1970. Philippines đã tổ chức chiếm giữ đảo Song Tử Đông, đảo Thị Tứ, đảo Loại Ta và 4 đảo nữa. Theo Domingo Tucay, năm 1970 là một trung úy trẻ tham gia cuộc hành quân đó kể lại, họ mang theo mật lệnh, được dặn đến tọa độ nhất định mới được mở ra. Có 7 đảo, bãi hoàn toàn hoang vắng, họ chiếm đóng dễ dàng. Chỉ khi tới đảo Song Tử Tây, họ thấy quân Việt Nam Cộng hòa đóng. "Chúng tôi báo về sở chỉ huy, được chỉ thị cứ để mặc họ". Như vậy, Philippines đã chiếm rất nhiều đảo trên Quần đảo Trường Sa mà không gặp phải kháng cự nào từ lực lượng Việt Nam cộng hòa, thậm chí một số đảo đã bị bỏ trống. Cũng theo bài báo đăng lời Tucay kể chuyện, nhiều tháng sau khi Philippines chiếm đóng 7 đảo ở quần đảo Trường Sa, các nước khác mới biết.
Đầu năm 1974, sau khi Hải quân Việt Nam Cộng hoà đánh mất nhóm đảo Lưỡi Liềm của quần đảo Hoàng Sa vào tay Hải quân Quân Giải phóng Nhân dân Trung Quốc trong trận hải chiến Hoàng Sa, chính quyền Việt Nam Cộng hoà chỉ thị quân đội tiến hành chiến dịch Trần Hưng Đạo 48 để đồn trú tại một số đảo ở Trường Sa.
Ngày 1 tháng 2 năm 1974, Hải quân Việt Nam Cộng hoà đã bất ngờ đổ bộ lên đảo Song Tử Tây trong khi quân Phillipines đang ở đảo Song Tử Đông không có phản ứng gì.
Từ tháng 4 đến tháng 12 năm 1974, hải quân Việt Nam Cộng hoà hoàn tất việc xây dựng hệ thống phòng thủ trên đảo. Chính quyền Phillipines giữ im lặng về sự kiện này.
Ngày 14 tháng 4 năm 1975, Hải quân Nhân dân Việt nam tấn công và chiếm đảo Song Tử Tây từ tay hải quân Việt Nam Cộng hoà.
Ngày 16 tháng 3 năm 1988, thực hiện chiến dịch CQ-88, Hải quân Nhân dân Việt Nam đưa quân ra đóng giữ Đá Nam.
Ngày 11 tháng 4 năm 2007, Chính phủ ban hành Nghị định 65/2007/NĐ-CP. Theo đó, thành lập xã Song Tử Tây thuộc huyện Trường Sa trên cơ sở đảo Song Tử Tây và các đảo, đá, bãi phụ cận.

## Các đảo trực thuộc
| STT | Tên đảo/đá  | Chiếm đóng                                                                                            | Diện tích đất nổi | Dân số (người) | Ghi chú                                                       | Hình ảnh    |
| --- | ----------- | --- | ----------------- | -------------- | ------------------------------------------------------------- | ----------- |
| 1   | Song Tử Tây | Việt Nam Cộng hòa đóng quân: 01 tháng 02, 1974 Việt Nam Dân chủ Cộng hòa tiếp quản: 14 tháng 04, 1975 | 19 ha             | 32             | Cách bán đảo Cam Ranh 318 hải lý, cách đảo Song Tử Đông 3 km. | không khung |
| 2   | Đá Nam      | 16 tháng 3, 1988                                                                                      | 60 ha             |                | cách đảo Song Tử Tây 2,6 hải lý về phía Tây Nam               | không khung |

## Công trình tiêu biểu
- Hải đăng Song Tử Tây
- Trường tiểu học Song Tử Tây[7]
- Tượng đài Hưng Đạo Vương Trần Quốc Tuấn
- Chùa Song Tử Tây